# Bandit (film, 2022)
Pour les articles homonymes, voir Bandit (homonymie).
Pour plus de détails, voir Fiche technique et Distribution.
Bandit est un film canadien réalisé par Allan Ungar et sorti en 2022. Il s'agit de l'adaptation de l'ouvrage The Flying Bandit de Robert Knuckle et racontant l'histoire vraie de Gilbert Galvan Jr., qui détient toujours le record du plus grand nombre de vols qualifiés consécutifs de l'histoire du Canada.

## Synopsis
Gilbert Galvan Jr. « The Flying Bandit » (Josh Duhamel), s'évade d'une prison du Michigan en 1984. Il part au Canada où il prend le nom de Robert Whiteman et se fait passer pour un expert en sécurité. Il se met en couple avec Andrea Hudson (Elisha Cuthbert). Gilbert continue cependant les braquages dans de nombreuses banques et bijouteries. Alors qu'il s'associe au gangster Tommy Kay (Mel Gibson), il est poursuivi par la police et le tenace John Snydes (Nestor Carbonell).

## Fiche technique
Sauf indication contraire, les informations mentionnées dans cette section peuvent être confirmées par la base de données cinématographiques IMDb,  présente dans la section « Liens externes ».
- Réalisation : Allan Ungar
- Scénario : Kraig Wenman
- Musique : Aaron Gilhuis et John Paesano
- Décors : Eric Liebrecht
- Costumes : Jocelyn Kuan et Annie Simon
- Photographie : Alexander Chinnici
- Production : 	Eric Gozlan, Jordan Yale Levine et Jordan Beckerman
- Sociétés de production : Goldrush Entertainment et Yale Productions
- Sociétés de distribution : Quiver Distribution et Redbox Entertainment, Originals Factory (France)
- Pays de production :  Canada
- Langue originale : anglais
- Format : couleur
- Genre : thriller biographique, film de casse
- Durée : 126 minutes
- Dates de sortie :
  - États-Unis et Canada : 23 septembre 2022
  - France : 16 février 2023 (en DVD)

## Distribution
- Josh Duhamel (VF : Alexis Victor) : Gilbert Galvan Jr. « Robert Whiteman »
- Mel Gibson (VF : Emmanuel Jacomy) : Tommy Kay
- Elisha Cuthbert (VF : Laurence Porteil) : Andrea Hudson
- Nestor Carbonell (VF : Serge Faliu) : John Snydes
- Olivia d'Abo (VF : Julia Dorval) : Linda
- Swen Temmel (VF : Donald Reignoux) : le lieutenant Ray Hoffman